# Championnat du monde de saut d'obstacles

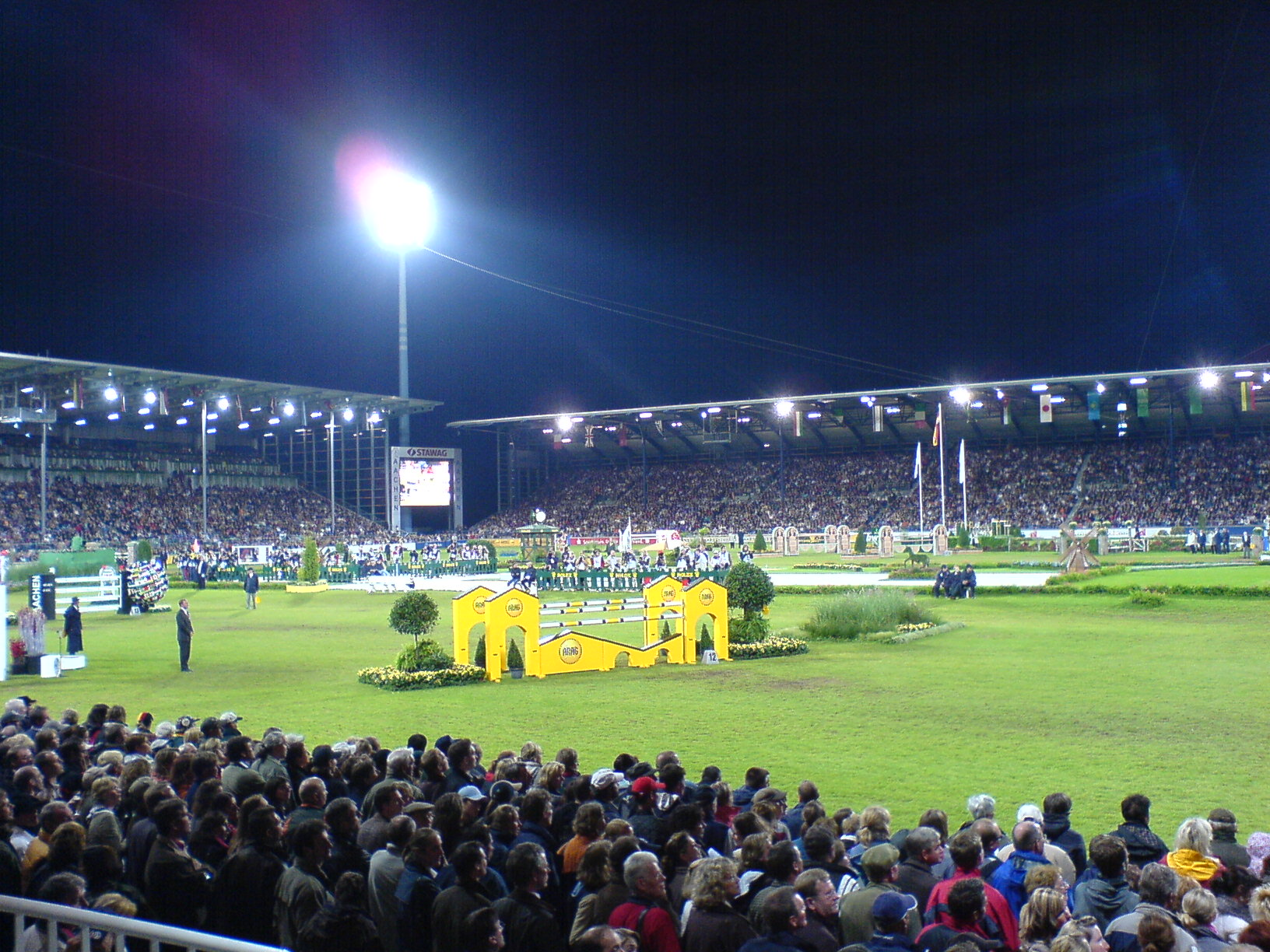
Jeux équestres mondiaux de 2006 à Aix-la-Chapelle, Allemagne, dans le stade principal.

Les championnats du monde de saut d'obstacles a lieu pendant les Jeux équestres mondiaux, et délivrent tous les quatre ans un titre de champion du monde individuel et un titre de champion du monde par équipe nationale. Cette compétition est aussi un concours de qualification pour la compétition par équipe des Jeux olympiques suivants.

## Histoire
En 1953, les premiers championnats du monde sont organisés à Paris en France.
Jusqu'en 1956, cette compétition a eu lieu tous les ans. Depuis cette date, les championnats du monde se disputent tous les quatre ans en alternance avec les Jeux olympiques.
En 1965, les premiers championnats du monde féminins sont organisés à Hickstead en Grande-Bretagne. Trois titres spécifiquement féminins seront décernés avant que les championnats deviennent mixtes à partir de 1978.
Depuis 1978, il existe un championnat pour les équipes nationales (coupe des nations) et les femmes participent aux mêmes épreuves que les hommes.
À partir de 1990, la Fédération équestre internationale a regroupé toutes les disciplines équestres qu'elle reconnaît sur un même lieu en un seul championnat appelé Jeux équestres mondiaux (FEI Games).

## Villes organisatrices
- 1953 : Paris en France
- 1954 : Madrid en Espagne
- 1955 : Aix-la-Chapelle en Allemagne
- 1956 : Aix-la-Chapelle en Allemagne
- 1960 : Venise en Italie
- 1966 : Buenos Aires au Argentine
- 1970 : La Baule en France
- 1974 : Hickstead en Grande-Bretagne
- 1978 : Aix-la-Chapelle en Allemagne
- 1982 : Dublin en Irlande
- 1986 : Aix-la-Chapelle en Allemagne

jeux équestres mondiaux
- 1990 : Stockholm en Suède
- 1994 : la Haye aux Pays-Bas
- 1998 : Rome en Italie
- 2002 : Jerez de la Frontera en Espagne
- 2006 : Aix-la-Chapelle en Allemagne
- 2010 : Lexington dans le Kentucky aux États-Unis
- 2014 : Caen (Basse-Normandie) en France
- 2018 : Tryon aux États-Unis

## Déroulement de la compétitionPour se qualifier dans cette compétition, il faut avoir été classé dans au moins deux grands prix de CSO[1].

### Les épreuves
- épreuve de chasse : cette épreuve se court au barème C. Elle permet d'établir un premier classement par équipes et individuel.
- 1re manche de la coupe des nations : barème A sans chronomètre.

À l'issue de cette première manche, un classement général par équipes est effectué. Seules les 10 premières équipes participeront à la suite du championnat. Les cavaliers issus des équipes éliminées pourront toutefois poursuivre la compétition pour tenter de se qualifier parmi le top 25.
- 2e manche de la coupe des nations : barème A sans chronomètre.

À l'issue de cette manche, un classement définitif par équipe est réalisé. Les cinq premières équipes participeront aux Jeux olympiques suivants.
Un classement individuel est aussi établi pour faire ressortir les 25 meilleurs cavaliers et attribuer l'ordre de passage de l'épreuve suivante.
- épreuve top 25  : épreuve en deux manches. Seuls les 25 meilleurs classés à l'issue des épreuves précédentes sont qualifiés pour cette épreuve.
- épreuve tournante  : seuls les quatre meilleurs couples prennent le départ. Chaque cavalier réalisera au total quatre parcours en montant les quatre chevaux qualifiés. Ce type d'épreuve veut ainsi mettre en exergue les performances intrinsèques des cavaliers indépendamment de celle de leur monture habituelle. L'epreuve tournante disparaît à partir des Jeux de 2018.

À noter que les deux manches de la coupe des nations se déroulent sur une seule journée à l'exception de l'année 2006 où cette épreuve a eu lieu sur deux jours à cause du très grand nombre de compétiteurs.

## Palmarès individuel
- 1953 : Francisco Goyoaga (Esp.) et Quorum
- 1954 : Hans Günter Winkler (RFA) et Halla (Hess)
- 1955 : Hans Günter Winkler (RFA) et Orient / Halla (Hess)
- 1956 : Raimondo d’Inzeo (Ita.) et Merano
- 1960 : Raimondo d’Inzeo (Ita.) et Gowran Girl (ISH)
- 1966 : Pierre Jonquères d'Oriola (Fra.) et Pomone B (SF)
- 1970 : David Broome (G.-B.) et Beethoven (ISH)
- 1974 : Hartwig Steenken (RFA) et Simona (Hann)
- 1978 : Gerd Wiltfang (RFA) et Roman (Westf)
- 1982 : Norbert Koof (RFA) et Fire II (Westf)
- 1986 : Gail Greenough (Can.) et Mr T (Hann)

### Jeux équestres mondiaux
- 1990 :

1. Éric Navet (Fra.) et Quito de Baussy (SF)
2. John Whitaker (G.-B.) et Henderson Milton
3. Hubert Bourdy (Fra.) et Morgat

- 1994 :

1. Franke Sloothaak (All.) et San Patrignano Weihaiwej
2. Michel Robert (Fra.) et Miss San Patrignano
3. Sören von Rönne (All.) et Taggi

- 1998 :

1. Rodrigo Pessoa (Bré.) et Gandini Lianos
2. Thierry Pomel (Fra.) et Thor des Chaines (SF)
3. Franke Sloothaak (All.) et San Patrignano Joly

- 2002 :

1. Dermott Lennon (Irl.) et Liscalgot
2. Éric Navet (Fra.) et Dollar du Murier Hauts-de-Seine (SF)
3. Peter Wylde (É.-U.) et Fein Cara

- 2006 :

1. Jos Lansink (Bel.) et Cumano*Cavalor
2. Beezie Madden (É.-U.) et Authentic
3. Meredith Michaels-Beerbaum (All.) et Shutterfly

- 2010 :

1. Philippe Lejeune (Bel.) et Vigo D'Arsouilles
2. Abdullah Al Sharbatly (SA) et Seldana di Campalto
3. Eric Lamaze (Can.) et Hickstead

- 2014 :

1. Jeroen Dubbeldam (Ned) et Zenith SFN
2. Patrice Delaveau (Fra) et Orient Express HDC (SF)
3. Beezie Maden (USA) et Cortes 'C'

- 2018 :

1. Simone Blum (All) et DSP Alice
2. Martin Fuchs (Suisse) et Clooney 51
3. Steve Guerdat (Suisse) et Albführen's Bianca

## Palmarès féminin
- 1965 à Hickstead : Marion Coakes (G.-B.) et Stroller
- 1970 à Copenhague : Janou Lefèbvre (Fra.) et Rocket
- 1974 à La Baule : Janou Tissot-Lefèbvre (Fra.) et Rocket

## Palmarès par équipes
- 1978 :

1. Grande-Bretagne : Derek Ricketts et Hydrophane Coldstream, Caroline Bradley et Tigre, Malcolm Pyrah et Law Court, David Broome et Philco

- 1982 :

1. France : Michel Robert et Ideal de la Haye, Patrick Caron et Malesan Eole IV, Frédéric Cottier et Flambeau C, Gilles Bertrán de Balanda et Galoubet A

- 1986 :

1. États-Unis d'Amérique : Michael Matz et Chef, Conrad Homfeld et Abdullah, Katie Monahan et Amadia, Katharine Burdsall et The Natural

### Jeux équestres mondiaux
- 1990 :

1. France : Éric Navet (Quito de Baussy), Hubert Bourdy (Morgat), Roger-Yves Bost (Norton de Rhuys), Pierre Durand (Jappeloup de Luze)
2. Allemagne : Karsten Huck (Nepomuk), René Tebbel (Borsu Urchin), Otto Becker (Optiebeurs Pamina), Ludger Beerbaum (Almox Gazelle)
3. Grande-Bretagne : Nick Skelton (Alan Paul Grand Slam), Michael Whitaker (Henderson Mon Santa), David Broome (Lannegan), John Whitaker (Henderson Milton)

- 1994 :

1. Allemagne : Franke Sloothaak (San Patrignano Weihaiwej), Sören von Rönne (Taggi), Dirk Hafemeister (P.S. Priamos), Ludger Beerbaum (Almox Ratina Z)
2. France : Roger-Yves Bost (Souviens Toi III Equus), Philippe Rozier (Baiko Rocco V), Éric Navet (Quito de Baussy), Michel Robert (Miss San Patrignano)
3. Suisse : Thomas Fuchs (Major AC Folien), Stefan Lauber (Lugana II), Markus Fuchs (Interpane Goldlights), Lesley McNaught-Mändli (Pirol IV)

- 1998 :

1. Allemagne : Lars Nieberg (Loro Piana Esprit FRH), Markus Beerbaum (Lady Weingard), Franke Sloothaak (San Patrignano Joly), Ludger Beerbaum (P.S. Priamos)
2. France : Alexandra Ledermann (Rochet M), Roger-Yves Bost (Airborne Montecillo), Éric Navet (Atout d'Isigny), Thierry Pomel (Thor des Chaînes)
3. Grande-Bretagne : Diane Lampard (Abbervail Dream), Geoff Billington (Virtual Village It's Otto), Nick Skelton (Virtual Village Hpes are H.), John Whitaker (Virtual Village Heyman)

- 2002 :

1. France : Éric Levallois (Diamant de Semilly Ecolit), Reynald Angot (Tlaloc M), Gilles Bertrán de Balanda (Crocus Graverie), Éric Navet (Dollar du Murier Hauts-de-Seine)
2. Suède : Peter Eriksson (VDL Cardento 933), Royne Zetterman (Richmont Park), Helena Lundbäck (Utfors Mynta), Malin Baryard (H&M Butterly Flip)
3. Belgique : Philippe Lejeune (Nabab de Reve), Stanny van Paesschen (O de Pomme), Peter Postelmans (Oleander), Jos Lansink (AK Caridor Z)

- 2006 :

1. Pays-Bas : Piet Raymakers (Curtus*Vanschijndel's), Jeroen Dubbeldam (Up and down*bmc), Albert Zoer (Okidoki), Gerco Schröder (Eurocommerce Berlin)
2. États-Unis d'Amérique : Margie Engle (Quervo gold*Hidden creek's), Laura Kraut (Miss independent), Mclain Ward (Sapphire), Beezie Madden (Authentic)
3. Allemagne : Ludger Beerbaum (L'espoir), Christian Ahlmann (Cöster), Meredith Michaels-Beerbaum (Shutterfly), Marcus Ehning (Noltes Küchengirl)

- 2010 :

1. Allemagne : Christian Ahlmann (Taboulet Z), Carsten-Otto Nagel (Corradina), Meredith Michaels-Beerbaum (Checkmate), Marcus Ehning (Plot Blue)
2. France : Pénélope Leprevost (Mylord Carthago*HN), Patrice Delaveau (Katchina Mail), Olivier Guillon (Lord de Theizé), Kevin Staut (Silvana de Hus)
3. Belgique : Dirk Demeersman (Bufero vh Panishof), Judy Ann Melchior (Cha Cha Z), Jos Lansink (Valentina van't Heike), Philippe Lejeune (Vigo d'Arsouilles)

- 2014 :

1. Pays-Bas : Jeroen Dubbeldam (Zenith SFN), Maikel van der Vleuten (VDL Groep Verdi TN N.O.P.), Jur Vrieling (VDL Bubalu), Gerco Schröder (Glock's London N.O.P.)
2. France : Simon Delestre (Qlassic Bois Margot), Pénélope Leprevost (Flora de Mariposa), Kevin Staut (Rêveur de Hurtebise*HDC), Patrice Delaveau (Orient Express*HDC)
3. Etats-Unis : McLain Ward (Rothchild), Kent Farrington (Voyeur), Lucy Davis (Barron), Beezie Madden (Cortes 'C')

- 2018 :

1. Etats-Unis : Devin Ryan (Eddie Blue), Adrienne Sternlicht (Cristalline), Laura Kraut (2 Zeremonie), McLain Ward (Clinta)
2. Suède : Henrik von Eckermann (Toveks Mary Lou), Malin Baryard-Johnsson (H&M Indiana), Fredrik Jönsson (Cold Play), Peder Fredricson (H&M Christian K)
3. Allemagne : Simone Blum (DSP Alice), Laura Klaphake (Catch Me If You Can), Maurice Tebbel (Don Diarado), Marcus Ehning (Pret A Tout)